# Millenniumsbrunnen

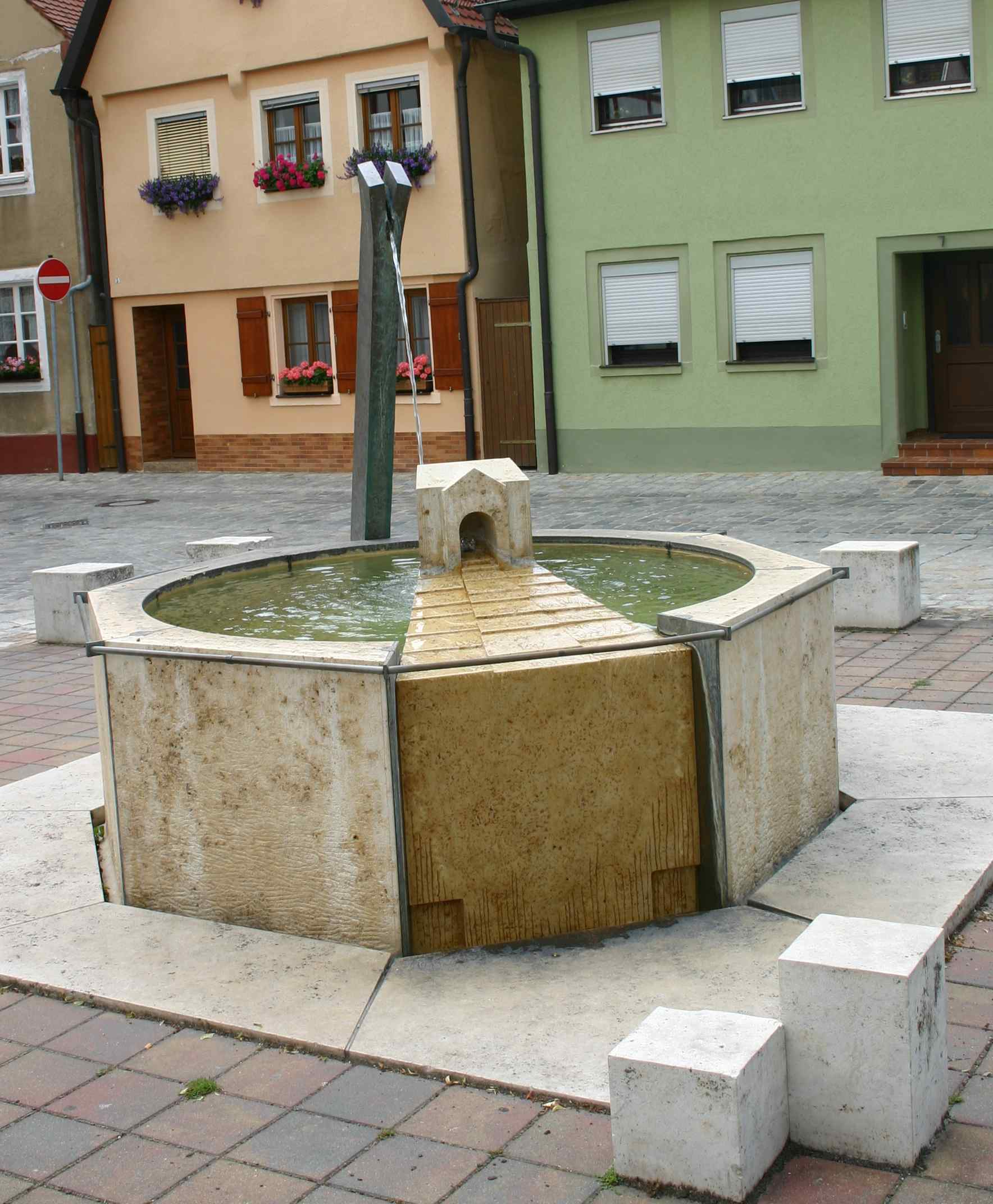
Der Millenniumsbrunnen im Juni 2011

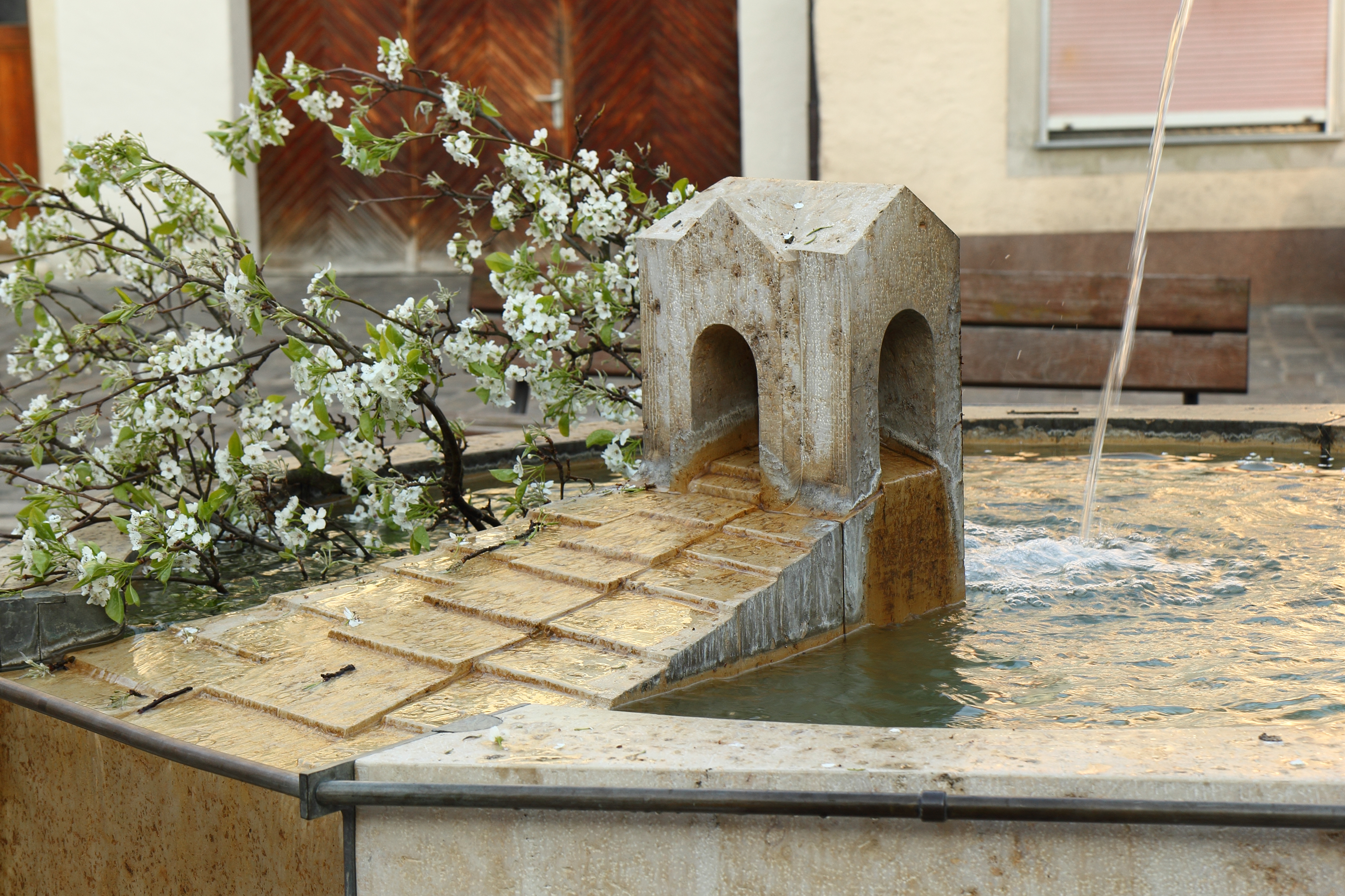
Detail der Brunnenfigur

Der Millenniumsbrunnen befindet sich innerhalb der denkmalgeschützten Altstadt von Weißenburg in Bayern, einer Großen Kreisstadt im mittelfränkischen Landkreis Weißenburg-Gunzenhausen. Der Brunnen steht mittig auf dem Platz Auf der Kapelle, unweit des Ellinger Tors und nördlich der Rosenstraße.
Der Brunnen wurde im Millenniumsjahr 2000 vom Eichstätter Bildhauer Günter Lang geschaffen und im selben Jahr in Betrieb genommen. Er wurde als Abschluss der Neugestaltung des Platzes von der Stadt Weißenburg in Auftrag gegeben.
Der Brunnen hat eine quadratische Grundfläche von drei mal drei Metern und besteht aus Kalkstein und Bronze. Der Millenniumsbrunnen trägt 24 Jahreszahlen, die wichtige Ereignisse der Weißenburger Geschichte markieren.